# Mesabolivar cambridgei
Mesabolivar cambridgei là một loài nhện trong họ Pholcidae. Loài này được phát hiện ở Brasil.